# Hormathia pectinata
Hormathia pectinata is een zeeanemonensoort uit de familie Hormathiidae.
Hormathia pectinata is voor het eerst wetenschappelijk beschreven door Hertwig in 1882.